# Рафальский, Григорий Михайлович
Григорий Михайлович Рафальский (1860—?) — русский военный, генерал-майор.

## Биография
Родился 10 января 1860 года в православной семье священника Волынской губернии.
Окончил Волынскую духовную семинарию.
На военную службу вступил 17 февраля 1879 года. Окончил Киевское пехотное юнкерское училище. В офицеры произведен в 43-й пехотный Охотский полк. Прапорщик (ст. 01.02.1881). Подпоручик (ст. 16.05.1882). Поручик (ст. 16.05.1886). Штабс-капитан (ст. 15.03.1897). Капитан (ст. 06.05.1900).
Участник русско-японской войны 1904—1905 годов. На 1 ноября 1911 года был в том же чине и полку.
Участник Первой мировой войны. В феврале 1915 года — подполковник 126-го пехотного Рыльского полка. Полковник (пр. 26.02.1915; ст. 11.09.1914; за отличие в делах), командир того же полка в период с 03.11.1915 по 15.08.1916. На 1 августа 1916 года был в том же чине и должности.
Генерал-майор (пр. 05.08.1916; ст. 22.05.1916; за отличие в делах). Командир бригады 32-й пехотной дивизии (15.08.1916-22.04.1917). Командующий 32-й пехотной дивизией (с 22.04.1917).
В 1918 году находился в армии Украинской Державы— генеральный хорунжий, член Думы Георгиевских кавалеров в Киеве. Участник Белого движения в составе ВСЮР с сентября 1919 года. Эвакуирован в начале 1920 года из Одессы. 4 июня 1920 года возвратился в Крым (Севастополь).
Находился в Русской Армии с 20 июня 1920 года в резерве чинов при штабе Главнокомандующего.
Дальнейшая судьба неизвестна.

## Награды
- Награждён орденами Св. Георгия 4-й степени (3 февраля 1915) и 3-й степени (3 ноября 1915) — «За то, что в боях с 12-го по 18-е февраля 1915 года у с. Слобода Небыловская, состоя в этом полку в чине подполковника и руководя его действиями, неоднократно находясь под сильным и действительным огнём, нанес решительное поражение численно превосходному противнику и тем способствовал победоносному успеху действий соседних частей. Трофеи: 46 офицеров, более 3000 нижних чинов, 8 пулеметов и 41 вьюченная лошадь с телефонным имуществом и патронами».[3]
- Был награждён орденами Св. Станислава 2-й степени с мечами (1906), Св. Анны 2-й степени (1907), Св. Владимира 4-й степени (1907), мечи и бант к ордену Св. Владимира 4-й степени (ВП 01.1915), Георгиевским оружием (ВП 20.11.1915), орденом Св. Владимира 3-й степени с мечами (23.01.1916).
- Также был награждён медалями:[4]
  - серебряной «В память царствования Александра III»,
  - светло-бронзовой «В память войны с Японией»,
  - светло-бронзовой «В память 300-летия династии Романовых».